# Brahetrolleborg Sogn
Brahetrolleborg Sogn ist eine Kirchspielsgemeinde (dän.: Sogn)
auf der Insel Fyn (dt.: Fünen) im südlichen Dänemark.
Bis 1970 gehörte sie zur Harde Sallinge Herred im damaligen Svendborg Amt, danach zur Faaborg Kommune im
Fyns Amt, die im Zuge der  Kommunalreform zum 1. Januar 2007 in der
Faaborg-Midtfyn Kommune in der Region Syddanmark aufgegangen ist.
Im Kirchspiel leben 1695 Einwohner (Stand: 1. Januar 2023).

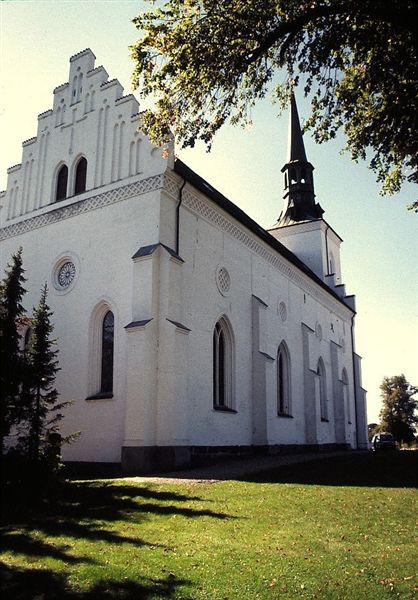
Brahetrolleborg Kirke

Im Kirchspiel liegt die Kirche „Brahetrolleborg Kirke“.
Nachbargemeinden sind im Norden Hillerslev Sogn und Espe Sogn, im Osten Krarup Sogn, im Südosten Vester Åby Sogn, im Süden Diernæs Sogn, im Westen Svanninge Sogn und im Nordwesten Øster Hæsinge Sogn.